# Реальна білка
The Nut Job — це комп'ютерна анімаційна комедія про пограбування 2014 року, знята Пітером Лепеніотісом, який також написав сценарій фільму разом з Лорном Кемероном. У ньому озвучили Вілл Арнетт, Брендан Фрейзер, Ліам Нісон, Кетрін Гейгл, Стівен Ленг, Джефф Данем, Габріель Іглесіас і Сара Ґадон . Фільм базується на короткометражному анімаційному фільмі Лепеніотіса "Похмура білка " 2005 року. Створений Gulfstream Pictures, Redrover International і ToonBox Entertainment, він був випущений у Сполучених Штатах 17 січня 2014 року Open Road Films. Фільм отримав негативні відгуки, але зібрав у світовому прокаті 120,9 мільйонів доларів при бюджеті виробництва в 30 мільйонів доларів.
Продовження під назвою The Nut Job 2: Nutty by Nature вийшло 11 серпня 2017 року.

## Сюжет
У жовтні 1959 року у вигаданому містечку під назвою Октон-Сіті  білка на ім'я Сурлі та його напарник-німий щур Бадді живуть у парку Ліберті, де їх злодійська репутація зробила їх ізгоями. Групі міських тварин на чолі з Єнотом і його кардиналом-помічником не вистачає їжі на зиму. Співчутлива білка Енді та білка Грейсон, що поглинає славу, змагаються з Сурлі та Бадді, щоб витягти сміття з візка з горіхами, яким керують Лакі та Фінгерс, які обшивають банк. Зусилля білок ненавмисно закінчуються вибухом балона з пропаном у візку в парку після того, як його шнур перекусив мопс Фінгерса Прешш. Візок-втікач закінчується тим, що знищує корм для тварин, що призводить до вигнання Сурлі з парку.
У місті Сурлі та Бадді знаходять горіхову лавку Морі. Поруч із банком знаходиться злочинна схованка, яку використовують Лакі, Фінгерс, їхній бос, який нещодавно звільнився з в'язниці Персі «Король» Дімплвід, і Наклз, який планує пробити стіну та замінити готівку банку на горіхи. Дівчина Кінга Лана вважає, що Кінг пішов прямо після звільнення з в'язниці, а магазин горіхів законний.
Єнот відправляє Енді та Грейсона в місто шукати їжу, але вони розлучаються, коли до них наближається вуличний щур. Енді відновлює собачий свисток Фінгерса, який Наклз викинув і Сурлі використав проти Прешуса, і погрожує позбутися його, якщо Сарлі не поділиться горіхами, які він збирається прийняти. Погрожуючи їй свистком, Салі приймає і мимоволі дружить з Прешіс. Енді інформує громаду парку про план. Єнот неохоче погоджується з планом (хоча планує відмовити Сурлі в його частці) і призначає Моулу та Брюзерам піти з нею. Сурлі стикається, допитує і зрештою дізнається від Крота, що політика Єнота полягає в тому, щоб контролювати постачання їжі, щоб залишатися лідером спільноти парку, і планує саботувати пограбування для цього. Коли Енді не вірить йому, Сурлі втікає після того, як Грейсон знову зустрічається з ними. Збираючи горіхи, Сурлі потрапляє в полон до Кінгу, але його звільняє Лана, оскільки у нього більше немає свистка, і вона дізнається, що Кінг не змінив своїх злочинних шляхів. Потім вона залишає Кінга.
Відбившись від вуличних щурів, які працюють на Єнота, Сурлі та Грейсон переслідують вантажівку злочинної групи, у якій перебувають Єнот та інші. Сурлі відбивається від Кардинала та кидає його прямо на модне котяче шоу, а Кріт втікає від Єнота та відкриває правду тваринам, у результаті чого Єнота виключають із спільноти парку. Кінг і Наклз використовують динаміт у порожній вантажівці, щоб підірвати поліцейську барикаду на дамбі, але поліція вистрілює в шину вантажівки, яка падає з дамби. Він вибухає після того, як Сурлі знімає з нього себе та Енді, в результаті чого дамба руйнується, раптова повінь і всі падають у річку внизу. Сурлі добирається до колоди, але дізнається, що Єнот, Кінг і Наклз пережили вибух. Єнот намагається вбити Сурлі, але вага горіхів і води починає ламати колоду й штовхати її через водоспад. Тварини прибувають, щоб врятувати Сурлі, але Сурлі, вирішивши бути самовідданим, щоб захистити своїх друзів, дозволяє собі впасти у водоспад разом з Єнотом. Тепер, бачачи хорошу сторону Сурлі, громада парку оплакує його, повертаючись додому на річку.
Горіхи та повінь добираються до Парку Свободи, де Кінга та його спільників заарештовують, оскільки Лана розлучається з Кінгом. Енді та Бадді все ще оплакують Сарлі, і коли Прешіс дізнається про те, що трапилося, вона змушує Бадді подивитися на непритомного Сарлі, який прокидається й обіймає Бадді. Після цього Прешіс їде зустрітися з Ланою, яка планує керувати горіховою крамницею Морі. Знайшовши Сарлі живим, Енді обіймає його і пропонує розповісти іншим тваринам про його героїзм. Однак Сурлі відмовляється, але отримує готовність працювати з іншими, і йде в місто з Бадді, дозволяючи Грейсону взяти на себе заслугу в тому, що божевільні дійшли до парку.
У середині титрів Єнот і Кардинал виявляються все ще живими та планують помститися, застрягши на буї в океані, оточені голодними акулами, що кружляють навколо них.

## Актори
- Вілл Арнетт у ролі Сурлі, розумної, харизматичної та маніпулятивної фіолетової білки, яка є головним героєм.[2]
- Брендан Фрейзер у ролі Грейсона, східно-сірої білки, що захоплює славу, яка має фальшиву репутацію «героя парку».[2]
- Габріель Іглесіас у ролі Джиммі, бабака та лідера Брайзерів.[9][10]
- Джефф Данем у ролі Крота, незграбного крота, який працює на Єнота та має чутливі до світла очі.
- Ліам Нісон у ролі єнота, єнота та самопроголошеного, жадібного влади, брехливого шахрая, який є головним антагоністом. Він лідер парку, який виганяє Сурлі з того самого парку. Єнот також відомий своєю жагою до крові Сурлі, яка пізніше у фільмі тероризує Енді через її прихильність до Сарлі.[2][11]
- Кетрін Гейгл у ролі Енді, співчутливої та красивої американської червоної білки, яка згодом стає коханням Сурлі.
- Стівен Ленг у ролі Персі «Короля» Дімплвіда, мафіозного боса, який боїться шкідників.
- Сара Ґадон — Лана, дівчина Кінга, пізніше колишня дівчина.
- Майя Рудольф у ролі Прешіс, мопса, який належить Лакі, а пізніше Лані.
- Джеймс Ранкін у ролі Фінгерса, товариша по злочинцях Кінга, який допомагає Лакі керувати «Горіховою крамницею Морі».
- Скотт Яфе в ролі Лакі, власника візка з арахісом, який є власником Прешіс і партнером Кінга.
- Джо Пінг у ролі Джонні, бабака та члена гурту Bruisers.
- Аннік Обонсавін у ролі Джеймі, маленької самки бабака та члена гурту Bruisers.
- Джулі Лем'є в ролі дівчини-скаута, яка намагається купити горіхи у візку з горіхами Фінгерса та Лакі.
- Роберт Тінклер — Бадді, щур і німий і некомпетентний партнер Сурлі, який мало говорить
  - Роберт Тінклер також озвучує Редлайна, мишу, яка обожнює Грейсона і чия крилата фраза: «Ми всі помремо!»
- Джеймс Кі озвучує охоронця броньованої вантажівки
  - Джеймс Кі також озвучує вуличного щура.
- Скотт МакКорд у ролі офіцера поліції, який намагається змусити Фінгерза та Лакі показати йому дозвіл на торгівлю горіхами.
  - Скотт МакКорд також озвучує різноманітних тварин.
- Кеті Гріффін у ролі паркового голуба

## Виробництво
Концепція фільму виникла як короткометражний фільм 2005 року під назвою «Похмура білка». Другий короткометражний фільм, Nuts & Robbers, був випущений як тизер для The Nut Job.
17 січня 2011 року було оголошено, що сценарій до фільму напише Лорн Кемерон разом із Пітером Лепеніотісом. 15 листопада 2012 року було оголошено, що Кетрін Хейгл, Вілл Арнетт і Брендан Фрейзер приєдналися до акторського складу фільму, а 1 березня 2013 року було оголошено, що Ліам Нісон також приєднався. 19 грудня 2013 року було оголошено, що південнокорейський артист PSY з'являється в епізодичній ролі самого себе під час фінальних титрів фільму, де також є його хіт «Gangnam Style».
Мистецтво виробництва фільму було представлено на виставці в Бремптоні, Онтаріо.

## Звільнення

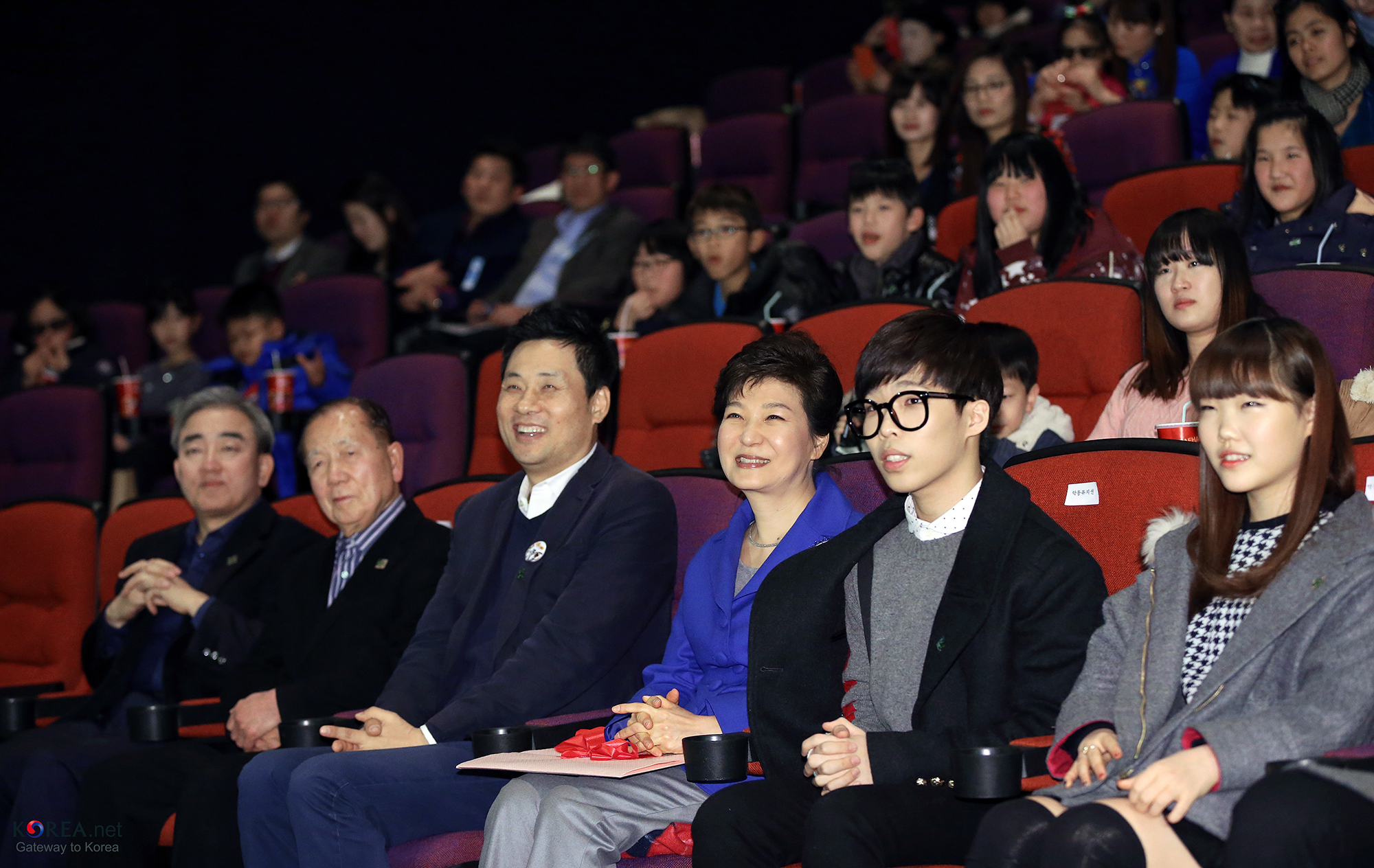
Ха Хо Джин, генеральний директор Red Rover (посередині ліворуч), і Пак Кин Хе, тодішній президент Південної Кореї (посередині праворуч), на південнокорейській прем'єрі фільму.

Фільм вийшов у прокат у Сполучених Штатах 17 січня 2014 року та розповсюджувався Open Road Films. Міжнародним розповсюдженням займалися The Weinstein Company та Universal Pictures. Перший тизер-трейлер фільму вийшов 27 вересня 2013 року. Прем'єра фільму відбулася в кінотеатрі Regal Cinemas в Лос-Анджелесі 11 січня 2014 року.

### Домашні ЗМІ
The Nut Job був випущений на DVD та Blu-ray 15 квітня 2014 року компанією Universal Pictures Home Entertainment.

## Рецепція

### Критична відповідь
На агрегаторі рецензій Rotten Tomatoes рейтинг схвалення фільму становить 13 % на основі 98 рецензій і середній бал 4/10. Критичний консенсус сайту гласить: «Утруднений неприємним центральним персонажем і вихідним матеріалом, який надто розтягнутий, щоб покрити його короткий проміжок часу, „Шуханка“ викличе алергічну реакцію в усіх, крім найменш вимогливих кіноглядачів». На Metacritic, який обчислює нормалізований рейтинг на основі рецензій, фільм отримав середньозважену оцінку 37 зі 100 на основі 28 критиків, що вказує на «загалом несприятливі рецензії». Глядачі, опитані CinemaScore, поставили фільму оцінку «B» за шкалою від A+ до F.
Пітер Дебрюдж з Variety писав: « Шухана робота виходить коротшою порівняно з таким фільмом, як „Рататуй“, який, незважаючи на не дуже чарівних гризунів, завоював глядачів привабливою озвучкою та сценарієм». Алонсо Дюральде з The Wrap писав: « The Lut Job — це просто пронизливий і шалений, переповнений ненатхненними персонажами та нудною безглуздістю». Майкл Рехтсхафен з The Hollywood Reporter написав: «Химерна обстановка періоду допомагає цьому тривимірному анімаційному каперсу уникнути деяких надто знайомих атрибутів». Білл Гудікунц з The Arizona Republic писав: «Арнетт — чудовий комедійний актор, кислий дотепник. Але тут його Насуплений — просто егоїстичний придурок. Якби не було спокути, це не було б побічним анімаційний фільм із числами. Але він є, є, і він цілком передбачуваний». Лінда Барнард з Toronto Star поставила фільму дві зірки з чотирьох, сказавши: «Якщо фільму не вдається зв'язати своїх персонажів, то він заслуговує похвали за візуальне натхнення, з явною даниною стилю анімації 1950-х років, особливо класика Warner Bros.» Кріс Кебін з журналу Slant дав фільму одну з чотирьох зірок, сказавши: «Ні в дизайні, ні в сценарії немає індивідуальності, що лише передає цинічний присмак цієї заплутаної історії „Одна білка проти світу“. більш потужний». Джордан Гоффман з New York Daily News дав фільму дві зірки з п'яти, сказавши: «Мультфільм наповнений виснажливим візуальним хаосом. Деякі жарти трапляються, але більшість дітей старше 10 закочують очі».
Джо Вільямс з St. Louis Post-Dispatch дав фільму півтори зірки з чотирьох, сказавши: «Поліроване тло приємно дивитися, але знайти в історії щось, що можна смакувати, — це міцний горішок». Майкл Філліпс з Chicago Tribune дав фільму одну з чотирьох зірок, сказавши: « Божевільна робота бореться з власною безчаровістю свого героя з першої сцени. Перетворення неприємного головного персонажа на трохи менш неприємного до кінця титрів створює жахливу низька планка для таких речей». Рейфер Гузман з Newsday дав фільму півтори зірки з чотирьох, сказавши: "Загальний настрій нагадує пухнасту, божевільну версію " Вбивства « Стенлі Кубрика». Пітер Хартлауб з San Francisco Chronicle дав фільму дві зірки з чотирьох, сказавши: «Хтось витратив багато часу на те, щоб архітектура та постановочний дизайн відповідали епосі. Дідусь і бабуся, яких затягнули до „Людини“, будуть вдячні». Енлі Еллінгсон з Los Angeles Times написала: «У The Nut Job пристойна комп'ютерна анімація, особливо тварин, але написання не надто розумне, покладаючись на очевидні каламбури та фарсовий гумор». Стефані Меррі з The Washington Post дала фільму дві зірки з п'яти, сказавши: «Це відчуття того, що було зроблено, є повсюдним, і багато жартів звучать так, ніби вони зірвані з інших фільмів». Кевін МакФарланд з The AV Club дав фільму оцінку F, сказавши: «Найбільш кричуща проблема The Lux Job полягає в тому, як безсоромно він заповнює прогалини, залишені розширенням короткометражки Лепеніотіса загальним і нудним кліше „від шахрая до героя“.» Лу Люменік з «Нью-Йорк Пост» дав фільму дві з половиною зірки з чотирьох, сказавши: «Сюжет півстолітньої давнини в маленькому містечку чудово анімований режисером Пітером Лепенотісом та його командою, і є кілька гарно поставлених олдскульних екшенів».
Скотт Боулз з USA Today дав фільму півтори зірки з чотирьох, сказавши: «Коли історія стає несвіжою, фільм вставляє „дурний“ каламбур або, що ще гірше, вдається до жартів із газами чи відригуванням. Це не так. роботи з першого разу, ні з п'ятого». Міріам Бейл з The New York Times написала: «У фільмі „Лиха робота“ — каламутні та часто потворні анімації, сюжет, який здається надто розтягнутим і насиченим деталями, щоб утримати увагу більшості дітей, і більше метеористичних жартів, ніж будь-хто інший. заслуговує». Адам Найман з The Globe and Mail дав фільму дві зірки з чотирьох, сказавши: "Лише багаторівнева послідовність погонь за участю Сурлі та кількох вуличних щурів із блискучими очима викликає справжнє кінетичне хвилювання, а допоміжним персонажам бракує візуального розрізнення. " Білл Цвекер з Chicago Sun-Times дав фільму дві з половиною зірки з чотирьох, сказавши: «Суть: Дітям, можливо, дещо потішить „Чудеса“, але дорослі, які їх супроводжують, не знайдуть для себе багато чого. захопити їхній інтерес». Кімберлі Джонс з The Austin Chronicle поставила фільму дві зірки з п'яти, сказавши: «Комп'ютерна анімація з насиченими відтінками досить гарна — поєднання наддеталізованої роботи персонажів і мальовничих міських пейзажів і пасторалі — а сценарії разом із невеликими, але регулярні розваги». Том Руссо з The Boston Globe дав фільму півтори зірки з чотирьох, сказавши: «Сюжет не має хитрих поворотів, візуальні відчуття не такі вже й захоплюючі, і вам, зрештою, залишається отримати задоволення від фільму про пограбування в іншому місці». Джоель Арнольд з NPR писав: «Якщо Сурлі та Бадді розроблять спільну справу, розроблять план і впораються з неминучими сюрпризами, „Гарішка“ може стати будь-яким класичним фільмом про каперси».

### Каса
У Північній Америці «Реальна білка» зібрав 64 мільйони доларів, а в інших країнах — понад 56 мільйонів доларів, а в усьому світі — понад 120 мільйонів доларів. У Північній Америці фільм зайняв третє місце в перші вихідні з 19 423 000 доларів США, поступаючись Ride Along і Lone Survivor. Це були наймасштабніші вихідні для незалежного анімаційного повнометражного фільму. У другий вікенд фільм залишився на третьому місці, зібравши ще 12 мільйонів доларів. У третій вікенд фільм опустився на четверте місце, зібравши понад 7 мільйонів доларів, а в четвертий вікенд фільм опустився на восьме місце, зібравши понад 3 мільйони.

### Нагороди
На Брюссельському фестивалі анімаційних фільмів Anima у 2015 році фільм « Людина» отримав приз глядацьких симпатій за найкращу дитячу анімацію.
У 2014 році фільм був номінований на премію Гільдії режисерів Канади в категорії «Найкращий звуковий монтаж — повнометражний фільм». Пол Хантер переміг за фільм «Чухівка» в категорії «Найкращий монтаж в анімації» на Canadian Cinema Editors Awards.
Французька ATAA нагородила фільм найкращим дубляжем для анімаційного фільму 2015 року.

## Саундтрек
Музику до фільму написав Пол Інтсон. Саундтрек вийшов 17 січня 2014 року.

## Інші засоби масової інформації

### Продовження
23 січня 2014 року було оголошено про The Nut Job 2, з початковою датою виходу 15 січня 2016 року 11 квітня 2016 року дату випуску було перенесено на 19 травня 2017 року Вілл Арнетт, Габріель Іглесіас, Джефф Данем, Кетрін Хейгл і Майя Рудольф повторили свої ролі. У фільмі розповідається про те, як тварини парку об'єднуються, щоб не дати нечестивому меру зруйнувати Парк Свободи бульдозером і замінити його небезпечним парком розваг. 25 травня 2016 року Ейтор Перейра був найнятий для створення музики до фільму. 5 липня 2016 року Джекі Чан приєднався до акторського складу в ролі ватажка територіальної банди вуличних мишей містера Фенга. У грудні 2016 року фільм перенесли на 11 серпня 2017 року.

### Можливий телесеріал
У жовтні 2020 року Toonbox оголосив, що телевізійний серіал, заснований на художньому фільмі 2014 року під назвою «Nut Jobs!» перебував у розробці.